# Lijst van gezaghebbers van Bonaire

## Eilandgebied Bonaire
Dit is een lijst van gezaghebbers van het Nederlands-Antilliaanse eilandgebied Bonaire
| Ambtsperiode                       | Naam gezaghebber                       | Partij | Bijzonderheden                                                       |
| ---------------------------------- | -------------------------------------- | ------ | -------------------------------------------------------------------- |
| 1940 - september 1943              | Piet H. van Leeuwen (1893-1959)        |        |                                                                      |
| september 1943 - 1 januari 1944    | Johan B. Meiners                       |        |                                                                      |
| 1 januari 1944 - 5 december 1951   | Xavier H.C.M. (Fé) Krugers (1896-1986) |        |                                                                      |
| december 1951 - 5 september 1952   | vacant                                 |        | waargenomen door W.G. de Haseth                                      |
| 5 september 1952 - oktober 1956    | Willem G. (Weis) de Haseth (1915-1994) |        |                                                                      |
| 12 december 1956 - 6 januari 1963  | Anton (A.J.) van Hesteren              |        |                                                                      |
| 6 januari 1963 - 6 januari 1969    | Elias (E.J.) Morkos (1919-1982)        |        | benoemd tot gezaghebber van Curaçao                                  |
| 23 juni 1969 - 28 mei 1973         | Raymundo (R.P.) Saleh (1937-2021)      | ADEN   | dient ontslag in wegens deelname aan de statenverkiezingen           |
| 28 mei 1973 - 1 januari 1974       | vacant                                 |        | waargenomen door A.R.W. Sint Jago                                    |
| 1 januari 1974 - 18 december 1985  | Alfred (A.R.W.) Sint Jago              |        | van 1983-1985 afwezig wegens ziekte; waarneming door Avelino Cicilia |
| 12 februari 1986 - 1 februari 1992 | George (G.A.) Soliana (1950)           |        |                                                                      |
| 1 februari 1992 - 31 januari 1998  | Frits (F.M.d.l.S.) Goedgedrag (1951)   |        |                                                                      |
| 31 januari 1998 - 2 december 2003  | Richard (R.N.) Hart (1943)             |        |                                                                      |
| 2 december 2003 - 24 oktober 2008  | Herbert (H.F.) Domacassé (1947)        |        |                                                                      |
| 24 oktober 2008 - 10 oktober 2010  | Glenn (G.A.E.) Thodé (1965)            |        |                                                                      |

## Openbaar lichaam Bonaire
Dit is een lijst van gezaghebbers van het Nederlandse openbaar lichaam Bonaire.
| Ambtsperiode                     | Naam gezaghebber             | Partij | Bijzonderheden |
| -------------------------------- | ---------------------------- | ------ | --- |
| 10 oktober 2010 - 1 januari 2012 | Glenn (G.A.E.) Thodé (1965)  |        | Van rechtswege benoemd op grond van art. 235 WolBES (overgangsbepaling) |
| 1 januari 2012 - 1 maart 2012    | vacant                       |        | waargenomen door Peter Silberie, die ook buiten de genoemde periode optreedt als waarnemend gezaghebber, maar dan alleen bij kortstondige afwezigheid (als een soort locogezaghebber).                                             |
| 1 maart 2012 - 1 maart 2014      | Lydia Emerencia (1954)       |        | Op 29 november 2013 diende Emerencia haar ontslag in bij de minister van Binnenlandse Zaken en Koninkrijksrelaties nadat een motie van wantrouwen door de eilandsraad werd aangenomen. Het ontslag werd effectief op 1 maart 2014. |
| 1 maart 2014 - 18 april 2023     | Edison Rijna (1967)          |        | (waarnemend gezaghebber per 1 maart 2014; per 20 augustus 2014 gezaghebber) |
| 18 april 2023 - 1 augustus 2024  | vacant                       |        | waargenomen door R. (Nolly) Oleana, die ook buiten de genoemde periode optreedt als waarnemend gezaghebber |
| 1 augustus 2024 - heden          | J.R.E. (John) Soliano (1972) |        | |